# Delia fulvescens
Delia fulvescens este o specie de muște din genul Delia, familia Anthomyiidae. A fost descrisă pentru prima dată de Huckett în anul 1966.
Este endemică în California. Conform Catalogue of Life specia Delia fulvescens nu are subspecii cunoscute.